# Spin Me a Christmas
Singles de Aqua
My Mamma Said
(2009) How R U Doin?
(2011)
Pistes de Greatest Hits
Goodbye to the Circus
Spin Me a Christmas est une chanson dance-pop du groupe danois Aqua. La chanson est le 20e titre de Greatest Hits Special Edition et le troisième single de cet album. 
La chanson renoue avec les sonorités des années 1990 qui ont fait le grand succès d'Aqua. Le clip, quant à lui, est réalisé par le même réalisateur que les clips de My Oh My, Barbie Girl, Doctor Jones, Lollipop (Candyman), Bumble Bees et Back to the 80's.

## Clip vidéo
- Réalisateur: Peter Stenbæk
- Sortie: 1er décembre 2009
- Lieu: Copenhague
- Durée: 03:47

- Description:

Sous ses airs naïfs, la chanson a pour but de dénoncer la publicité et le fait qu'on ne fête plus Noël pour être ensemble mais pour recevoir les fameux cadeaux du père Noël.

## Classements
- Danemark : 43 (une semaine) (6 semaines dans les charts) [1]